# Macromitrium torulosum
Macromitrium torulosum är en bladmossart som beskrevs av Mitten 1859. Macromitrium torulosum ingår i släktet Macromitrium och familjen Orthotrichaceae. Inga underarter finns listade i Catalogue of Life.